# Ragenold de Nantes
Ragenold de Nantes (m. 930) (nórdico antiguo: Rögnvaldr), fue un caudillo vikingo que gobernó un pequeño enclave escandinavo en Nantes (Namsborg); fue uno de los reyes (konungr) vikingos de Nantes entre 919-930.
En 919, un caudillo vikingo noruego llamado Rögnvaldr que el cronista franco Flodoardo llama Ragenold se adentra en el río Loira y toma el control del estuario y emplaza un asentamiento en Nantes. El conde Fulco I de Anjou que se adjudicó el título de conde de Nantes es incapaz de defender la región.
El conde Roberto I de Francia decide intervenir en 921 y asedia el emplazamiento vikingo durante cinco meses, recibiendo dos rehenes y la concesión de Nantes y Bretaña que habían sido devastadas con una falsa promesa de conversión al Cristianismo.
El rey Carlos III de Francia depuesto por los nobles en 922 solicita el apoyo de los líderes escandinavos Rollón y Ragenold que devastan Francia más allá del río Oise en 923. El nuevo rey Raúl I de Francia los detiene en Normandía e inicia las conversaciones, en beneficio de Rollón, que controla Hiémois y Bessin y amplía su influencia en Ruan.
Sin embargo Ragenold que aún no habían «recibido tierras de la Galia» devasta las posesiones entre el Sena y Loira bajo control del duque Hugo el Grande que como Guillermo II de Aquitania debe lidiar con Ragenold que regresó a Inglaterra. Al año siguiente, Ragenold devasta Borgoña, pero los condes de Garnier de Sens, Manasés II de Dijon y los obispos de Dijon Josselin de Langres y Ansegise Troyes le infligen una severa derrota el 6 de diciembre de 924 en Calaus (Chalmont), quizás entre Milly-la-Forêt y Barbizon o Chalaux, en la ribera del río del mismo nombre, en Nièvre.
En 927 los francos mantienen la paz con Guillermo I de Normandía, sucesor de Rollo y lanzan una nueva ofensiva contra Nantes. Hugo el Grande, hijo de Roberto I de Francia y el conde Herberto II de Vermandois asedian la villa durante cinco semanas y reciben a cambio los rehenes pero los escandinavos conservan Nantes en propiedad.
Ragenold reina hasta desaparecer de las crónicas. Se ignora su relación con otros asentamientos vikingos que también existían en el sur de Bretaña, Morbihan y Cornualles como en el al norte del Pays de Léon en Trégor y la región de Dol-de-Bretagne.
Aimone, el autor de «Los milagros de San Benito», afirma que murió en su intento de saqueo de la abadía de Saint-Benoît-sur-Loire, tras una intervención del santo que habría criticado su incursión y se le ordenó salir.
Ragenold murió sin duda de enfermedad en Nantes hacia el año 930 y le sucede otro caudillo vikingo Incon de Nantes (Håkon o Inge).